# Sergio Cervato
Sergio Cervato (Carmignano di Brenta, 22 marzo 1929 – Firenze, 9 ottobre 2005) è stato un calciatore e allenatore di calcio italiano, di ruolo difensore.
Con 466 presenze in Serie A, è venticinquesimo per numero di apparizioni nella massima serie italiana.

## Caratteristiche tecniche

### Giocatore
Fu un difensore avvezzo al gol, tanto che nel suo ruolo risulta secondo solo a Giacinto Facchetti per reti segnate in Serie A (45, contro le 59 del connazionale). Si incaricava spesso della battuta dei calci di rigore, e con 19 gol segnati dal dischetto è il miglior rigorista nella storia della Fiorentina; altri 3 li realizzò con la Juventus e 2 con la SPAL, per un totale di 24 penalty trasformati in campionato (su 32 tentativi): grazie a ciò occupa la nona posizione nella classifica dei calciatori con il maggior numero di rigori finalizzati nella massima serie italiana.

## Carriera

### Giocatore
Dopo le prime esperienze calcistiche nelle squadre del paese natale (Lampo di Carmignano) dove, nel 1946, fu notato per il suo "tiro" formidabile dall'allora allenatore della più importante squadra locale (la Carmenta), Paolo Rasotto, che, con immensa fatica e perseveranza, convinse il padre di Sergio a "liberarlo" dai lavori agricoli familiari per potersi allenare,  e lo inserì immediatamente in prima squadra. Il suo notevole talento fu subito notato dal Tombolo che gli fece  iniziare la carriera di calciatore come terzino sinistro a 17 anni. Passò tra i dilettanti seguendo le sorti del Bolzano.
Nel 1948 girò l'Italia alla ricerca di una squadra professionistica. Privo del pollice della mano destra, amputato in seguito a un incidente con un attrezzo agricolo in gioventù, fu scartato a un provino della Sampdoria prima di arrivare a Firenze, dove la Fiorentina lo prese. Rimase coi viola fino al 1959 (316 presenze e 31 reti in Serie A, 334 presenze totali). Era infallibile dal dischetto e le sue punizioni a pelo d'erba erano micidiali. Con la squadra toscana conquistò il primo scudetto nella stagione 1955-56, oltre a una Coppa Grasshoppers nella seconda parte del decennio. Giocò inoltre tutte le sette gare della Coppa dei Campioni 1956-1957 persa in finale dai gigliati contro il Real Madrid.
Nel 1959 passò alla Juventus, dove conquistò altri due scudetti giocando da centromediano sistemista – ovvero da centrale in una difesa a tre. Coi piemontesi vinse anche due Coppe Italia, e giocò altre due gare nella Coppa dei Campioni 1960-1961.

Cervato (in piedi, secondo da sinistra) con l'Italia nel 1956

Fu anche nazionale, esordendo in maglia azzurra nel 1951, nella partita Portogallo-Italia 1-4. In azzurro accumulò 28 presenze e 4 reti, alle quali si aggiungono altre due gare giocate nel 1955 con la nazionale B. Fu inoltre capitano dell'Italia in 6 gare, oltre a 2 della nazionale B.
Smise l'attività agonistica nel 1965 in Serie B, con la SPAL, squadra a cui era approdato nel 1961 chiamato da Paolo Mazza – convinto, a differenza di altri, che il giocatore non fosse assolutamente finito; Cervato giunse a Ferrara assieme a Dell'Omodarme quale parziale conguaglio della comproprietà di Bozzao; Il patavino diventò l'indiscusso capitano della formazione estense, giocando altri quattro campionati e fermandosi solo per un serio infortunio che ne compromise definitivamente il prosieguo della carriera.

### Allenatore
Si dedicò successivamente all'attività di allenatore partendo proprio dalla formazione De Martino della SPAL, contribuendo a lanciare, tra gli altri, un giovane di sicuro talento, Fabio Capello. Allenò successivamente il Trani, il Pescara e l'Empoli e diresse le giovanili della Fiorentina, quindi si dedicò all'attività di osservatore, continuando la sua opera di talent scout e selezionando alcuni dei migliori giocatori della Fiorentina fino a che una lunga malattia lo costrinse a fermarsi.

## Statistiche

### Presenze e reti nei club
| Stagione          | Squadra           | Campionato        | Campionato | Campionato | Coppe nazionali | Coppe nazionali | Coppe nazionali | Coppe continentali | Coppe continentali | Coppe continentali | Altre coppe | Altre coppe | Altre coppe | Totale | Totale |
| Stagione          | Squadra           | Comp              | Pres       | Reti       | Comp            | Pres            | Reti            | Comp               | Pres               | Reti               | Comp        | Pres        | Reti        | Pres   | Reti   |
| ----------------- | ----------------- | ----------------- | ---------- | ---------- | --------------- | --------------- | --------------- | ------------------ | ------------------ | ------------------ | ----------- | ----------- | ----------- | ------ | ------ |
| 1947-1948         | Bolzano           | B                 | 17         | 0          | -               | -               | -               | -                  | -                  | -                  | -           | -           | -           | 17     | 0      |
| 1948-1949         | Fiorentina        | A                 | 18         | 0          | -               | -               | -               | -                  | -                  | -                  | -           | -           | -           | 18     | 0      |
| 1949-1950         | Fiorentina        | A                 | 36         | 2          | -               | -               | -               | -                  | -                  | -                  | -           | -           | -           | 36     | 2      |
| 1950-1951         | Fiorentina        | A                 | 37         | 4          | -               | -               | -               | -                  | -                  | -                  | -           | -           | -           | 37     | 4      |
| 1951-1952         | Fiorentina        | A                 | 28         | 1          | -               | -               | -               | -                  | -                  | -                  | -           | -           | -           | 28     | 1      |
| 1952-1953         | Fiorentina        | A                 | 31         | 2          | -               | -               | -               | -                  | -                  | -                  | -           | -           | -           | 31     | 2      |
| 1953-1954         | Fiorentina        | A                 | 33         | 3          | -               | -               | -               | -                  | -                  | -                  | -           | -           | -           | 33     | 3      |
| 1954-1955         | Fiorentina        | A                 | 18         | 0          | -               | -               | -               | -                  | -                  | -                  | -           | -           | -           | 18     | 0      |
| 1955-1956         | Fiorentina        | A                 | 33         | 5          | -               | -               | -               | -                  | -                  | -                  | -           | -           | -           | 33     | 5      |
| 1956-1957         | Fiorentina        | A                 | 30         | 5          | -               | -               | -               | CC                 | 7                  | 0                  | -           | -           | -           | 37     | 5      |
| 1957-1958         | Fiorentina        | A                 | 27         | 4          | CI              | 9               | 0               | -                  | -                  | -                  | -           | -           | -           | 36     | 4      |
| 1958-1959         | Fiorentina        | A                 | 25         | 5          | CI              | 2               | 0               | -                  | -                  | -                  | -           | -           | -           | 27     | 5      |
| Totale Fiorentina | Totale Fiorentina | Totale Fiorentina | 316        | 31         |                 | 11              | 0               |                    | 7                  | 0                  |             | -           | -           | 334    | 31     |
| 1959-1960         | Juventus          | A                 | 34         | 6          | CI              | 2+3             | 3+2             | -                  | -                  | -                  | CAIF        | 0           | 0           | 39     | 11     |
| 1960-1961         | Juventus          | A                 | 28         | 1          | CI              | 2               | 1               | CC                 | 2                  | 0                  | -           | -           | -           | 32     | 2      |
| Totale Juventus   | Totale Juventus   | Totale Juventus   | 62         | 7          |                 | 7               | 6               |                    | 2                  | 0                  |             | 0           | 0           | 71     | 13     |
| 1961-1962         | SPAL              | A                 | 32         | 5          | CI              | 5               | 2               | -                  | -                  | -                  | -           | -           | -           | 37     | 7      |
| 1962-1963         | SPAL              | A                 | 29         | 0          | CI              | 0               | 0               | -                  | -                  | -                  | -           | -           | -           | 29     | 0      |
| 1963-1964         | SPAL              | A                 | 27         | 2          | CI              | 1               | 1               | -                  | -                  | -                  | -           | -           | -           | 28     | 3      |
| 1965-1966         | SPAL              | B                 | 3          | 0          | CI              | 1               | 0               | -                  | -                  | -                  | -           | -           | -           | 4      | 0      |
| Totale SPAL       | Totale SPAL       | Totale SPAL       | 91         | 7          |                 | 7               | 3               |                    | -                  | -                  |             | -           | -           | 98     | 10     |
| Totale carriera   | Totale carriera   | Totale carriera   | 486        | 45         |                 | 25              | 9               |                    | 9                  | 0                  |             | 0           | 0           | 520    | 54     |

### Cronologia presenze e reti in nazionale
| Cronologia completa delle presenze e delle reti in nazionale ― Italia | Cronologia completa delle presenze e delle reti in nazionale ― Italia | Cronologia completa delle presenze e delle reti in nazionale ― Italia | Cronologia completa delle presenze e delle reti in nazionale ― Italia | Cronologia completa delle presenze e delle reti in nazionale ― Italia | Cronologia completa delle presenze e delle reti in nazionale ― Italia | Cronologia completa delle presenze e delle reti in nazionale ― Italia | Cronologia completa delle presenze e delle reti in nazionale ― Italia |
| Data                                                                  | Città                                                                 | In casa                                                               | Risultato                                                             | Ospiti                                                                | Competizione                                                          | Reti                                                                  | Note                                                                  |
| --------------------------------------------------------------------- | --------------------------------------------------------------------- | --------------------------------------------------------------------- | --------------------------------------------------------------------- | --------------------------------------------------------------------- | --------------------------------------------------------------------- | --------------------------------------------------------------------- | --------------------------------------------------------------------- |
| 8-4-1951                                                              | Lisbona                                                               | Portogallo                                                            | 1 – 4                                                                 | Italia                                                                | Amichevole                                                            | -                                                                     |                                                                       |
| 6-5-1951                                                              | Milano                                                                | Italia                                                                | 0 – 0                                                                 | Jugoslavia                                                            | Amichevole                                                            | -                                                                     |                                                                       |
| 3-6-1951                                                              | Genova                                                                | Italia                                                                | 4 – 1                                                                 | Francia                                                               | Amichevole                                                            | -                                                                     |                                                                       |
| 11-11-1951                                                            | Firenze                                                               | Italia                                                                | 1 – 1                                                                 | Svezia                                                                | Amichevole                                                            | -                                                                     |                                                                       |
| 24-2-1952                                                             | Bruxelles                                                             | Belgio                                                                | 2 – 0                                                                 | Italia                                                                | Amichevole                                                            | -                                                                     |                                                                       |
| 26-10-1952                                                            | Stoccolma                                                             | Svezia                                                                | 1 – 1                                                                 | Italia                                                                | Amichevole                                                            | -                                                                     |                                                                       |
| 26-4-1953                                                             | Praga                                                                 | Cecoslovacchia                                                        | 2 – 0                                                                 | Italia                                                                | Coppa Internazionale                                                  | -                                                                     |                                                                       |
| 17-5-1953                                                             | Roma                                                                  | Italia                                                                | 0 – 3                                                                 | Ungheria                                                              | Coppa Internazionale                                                  | -                                                                     |                                                                       |
| 13-11-1953                                                            | Il Cairo                                                              | Egitto                                                                | 1 – 2                                                                 | Italia                                                                | Qual. Mondiali 1954                                                   | -                                                                     |                                                                       |
| 13-12-1953                                                            | Genova                                                                | Italia                                                                | 3 – 0                                                                 | Cecoslovacchia                                                        | Coppa Internazionale                                                  | 1                                                                     |                                                                       |
| 24-1-1954                                                             | Milano                                                                | Italia                                                                | 5 – 1                                                                 | Egitto                                                                | Qual. Mondiali 1954                                                   | -                                                                     | 42’                                                                   |
| 27-11-1955                                                            | Budapest                                                              | Ungheria                                                              | 2 – 0                                                                 | Italia                                                                | Coppa Internazionale                                                  | -                                                                     | Cap.                                                                  |
| 18-12-1955                                                            | Roma                                                                  | Italia                                                                | 2 – 1                                                                 | Germania Ovest                                                        | Amichevole                                                            | -                                                                     |                                                                       |
| 15-2-1956                                                             | Bologna                                                               | Italia                                                                | 2 – 0                                                                 | Francia                                                               | Amichevole                                                            | -                                                                     |                                                                       |
| 25-4-1956                                                             | Milano                                                                | Italia                                                                | 3 – 0                                                                 | Brasile                                                               | Amichevole                                                            | -                                                                     |                                                                       |
| 24-6-1956                                                             | Buenos Aires                                                          | Argentina                                                             | 1 – 0                                                                 | Italia                                                                | Amichevole                                                            | -                                                                     | Cap.                                                                  |
| 1-7-1956                                                              | Rio de Janeiro                                                        | Brasile                                                               | 2 – 0                                                                 | Italia                                                                | Amichevole                                                            | -                                                                     | Cap.                                                                  |
| 9-12-1956                                                             | Genova                                                                | Italia                                                                | 2 – 1                                                                 | Austria                                                               | Coppa Internazionale                                                  | -                                                                     |                                                                       |
| 25-4-1957                                                             | Roma                                                                  | Italia                                                                | 1 – 0                                                                 | Irlanda del Nord                                                      | Qual. Mondiali 1958                                                   | 1                                                                     |                                                                       |
| 12-5-1957                                                             | Zagabria                                                              | Jugoslavia                                                            | 6 – 1                                                                 | Italia                                                                | Coppa Internazionale                                                  | 1                                                                     |                                                                       |
| 26-5-1957                                                             | Lisbona                                                               | Portogallo                                                            | 3 – 0                                                                 | Italia                                                                | Qual. Mondiali 1958                                                   | -                                                                     |                                                                       |
| 4-12-1957                                                             | Belfast                                                               | Irlanda del Nord                                                      | 2 – 2                                                                 | Italia                                                                | Amichevole                                                            | -                                                                     | Cap.                                                                  |
| 22-12-1957                                                            | Milano                                                                | Italia                                                                | 3 – 0                                                                 | Portogallo                                                            | Qual. Mondiali 1958                                                   | -                                                                     | Cap.                                                                  |
| 9-11-1958                                                             | Parigi                                                                | Francia                                                               | 2 – 2                                                                 | Italia                                                                | Amichevole                                                            | -                                                                     |                                                                       |
| 13-12-1958                                                            | Genova                                                                | Italia                                                                | 1 – 1                                                                 | Cecoslovacchia                                                        | Coppa Internazionale                                                  | -                                                                     |                                                                       |
| 1-11-1959                                                             | Praga                                                                 | Cecoslovacchia                                                        | 2 – 1                                                                 | Italia                                                                | Coppa Internazionale                                                  | -                                                                     | Cap.                                                                  |
| 29-11-1959                                                            | Firenze                                                               | Italia                                                                | 1 – 1                                                                 | Ungheria                                                              | Coppa Internazionale                                                  | 1                                                                     |                                                                       |
| 13-3-1960                                                             | Barcellona                                                            | Spagna                                                                | 3 – 1                                                                 | Italia                                                                | Amichevole                                                            | -                                                                     |                                                                       |
| Totale                                                                |                                                                       | Presenze                                                              | 28                                                                    |                                                                       | Reti                                                                  | 4                                                                     |                                                                       |

## Palmarès

### Giocatore

#### Competizioni nazionali
- Campionato italiano: 3

Fiorentina:1955-1956
Juventus: 1959-1960, 1960-1961
- Coppa Italia: 2

Juventus: 1958-1959, 1959-1960

#### Competizioni internazionali
- Coppa Grasshoppers: 1

Fiorentina: 1952-1957